# پولسکا ویش (شهرستان گنگزنو)
پولسکا ویش (شهرستان گنگزنو) (به لهستانی:  Polska Wieś) یک روستا در لهستان است که در گمینا کوتسکو واقع شده‌است.